# Martin

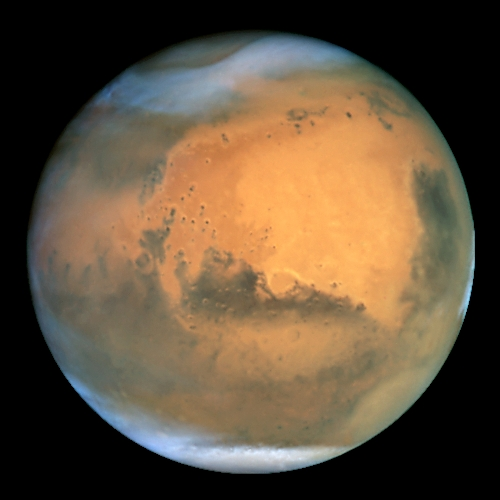
Planeten Mars har också fått sitt namn från den romerske krigsguden.

För andra betydelser, se Martin (olika betydelser).
Martin är ett västerländskt mansnamn med latinskt ursprung. Den äldre formen Martinus betyder  ”marsiansk, tillhörig Mars” efter krigsguden Mars i den romerska mytologin, och i överförd betydelse ”krigisk” eller ”stridbar”. I vissa delar av världen är namnet även ett vanligt efternamn. Martina är en kvinnlig variant av namnet.
Martinus, senare i försvenskad form som Mårten, har använts som dopnamn i Sverige sedan 1200-talet, och i samband med reformationen började även formen Martin användas.
Namnet låg i Sverige nästan i tio-i-topp runt sekelskiftet 1900 och var åter ett modenamn på 1970- och 1980-talen. Senast 2008 tillhörde namnet de 100 vanligaste på nyfödda pojkar, där det legat sedan flera år.
Med över 73 000 bärare totalt var förnamnet Sveriges 30:e vanligaste mansnamn 2014 och 2015, och med lite över 39 000 bärare det 26:e vanligaste tilltalsnamnet för män samma år.
I vissa delar av världen, exempelvis i engelsk- och fransktalande länder, är Martin även ett vanligt efternamn.
Martin har namnsdag den 10 november i den svenska almanackan (sedan 1986; innan dess var namnsdagen enbart tillägnad Martin Luther). I den finlandssvenska namnsdagslängden har Martin namnsdag 10 november sedan starten 1929, då en egen namnsdagskalender togs i bruk för finlandssvenskar.

## Personer med förnamnet Martin

### Utan efternamn
- Martin I (600–665), påve och helgon
- Martin I av Aragonien (1356–1410), kung av Aragonien, Sardinen och som Maritin II av Sicilien
- Martin I av Sicilien (1375 –1409), kung
- Martin IV (1210–1285), påve
- Martin V  (1368–1431), påve
- Martin av Tours (316–397), klostergrundare, biskop och helgon

### Alfabetiserade efter efternamnet
- Martin Axén – gitarrist i The Ark

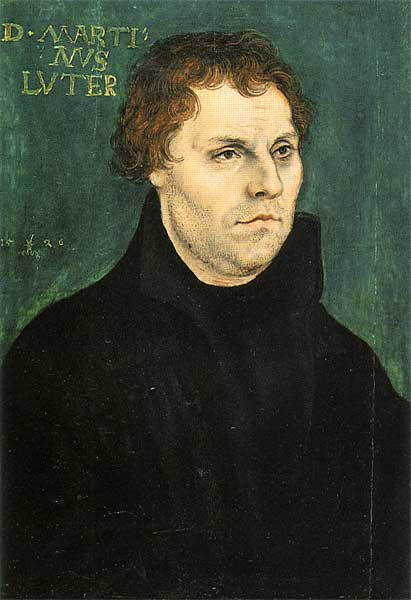
Reformatorn Martin Luther.

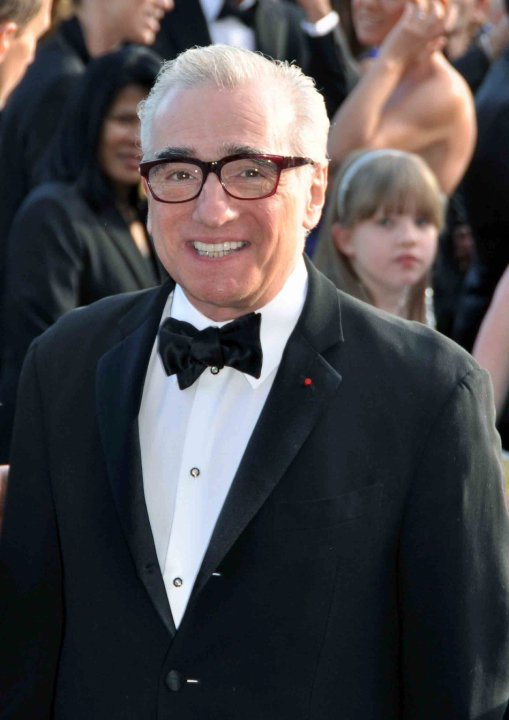
Filmregissören Martin Scorsese.

- Martin Bagge – sångare, musiker, kompositör
- Martin Bormann – nazistisk politiker och krigsförbrytare
- Martin Brundle – engelsk racerförare
- Martin Buber – tysk-israelisk professor i religionsvetenskap och socialfilosofi
- Martin Chalfie – amerikansk professor i biologi, mottagare av Nobelpriset i kemi
- Martin Dahlin – fotbollsspelare, VM-brons 1994, bragdmedaljör
- Carl Martin Edsman – präst, professor i religionshistoria
- Martin Enholm – friidrottare
- Martin ”E-Type” Erikson – musiker
- Martin Evans – brittisk genetiker, mottagare av Nobelpriset i fysiologi eller medicin
- Martin Forsström – skådespelare, regissör
- Martin Fourcade – fransk skidskytt
- Martin Freeman – brittisk skådespelare
- Martin Fröst – klarinettist och dirigent
- Per-Martin Hamberg – manusförfattare, viskompositör, författare, radioproducent
- Martin Heidegger – tysk filosof
- Martin H:son Holmdahl – professor, universitetsrektor
- Martin Ingvar – professor i klinisk neurofysiologi
- Martin Johansson (biskop) – biskop i Härnösands stift
- Martin Kellerman – serietecknare
- Martin Koch – författare, journalist, kompositör
- Joseph Martin Kraus – tysk-svensk kompositör
- Martin Lamm (litteraturvetare) – ledamot av Svenska Akademien
- Martin Landau – amerikansk skådespelare
- Martin Lidberg – brottare
- Martin Lind – biskop i Linköpings stift
- Martin Lindström (biskop) – biskop i Lunds stift
- Martin Ljung – komiker
- Martin Lundström – längdskidåkare, OS-guld 1948
- Martin Luther – reformationens förgrundsgestalt
- Martin Luther King – amerikansk medborgarrättsledare, mottagare av Nobels fredspris
- Martin Lönnebo – biskop i Linköpings stift
- Martin Matsbo – längdskidåkare
- Martin Melin – Tv-profil, polis och författare
- Martin Modéus – biskop i Linköpings stift
- Martin Mutumba – fotbollsspelare i AIK
- Martin Niemöller – tysk teolog, antinazist
- Martin P:son Nilsson – professor, universitetsrektor
- Martin Nordeman – matematiker och rektor
- Martin Olsson (fotbollsspelare)
- Martin L Perl – amerikansk fysiker, mottagare av Nobelpriset i fysik
- Martin Ponsiluoma – skidskytt
- Martin Rodbell – amerikansk biokemist, mottagare av Nobelpriset i fysiologi eller medicin
- Martin Rolinski – BWO:s huvudsångare
- Martin Ryle – brittisk fysiker, mottagare av Nobelpriset i fysik
- Martin Schibbye – journalist
- Martin Schmitt – tysk backhoppare
- Martin Scorsese – amerikansk filmregissör
- Martin Sheen – amerikansk skådespelare
- Martin Short – kanadensisk skådespelare
- Martin Skoglund – riksdagsledamot (Högerpartiet), vice talman
- Martin Sköld – basist i svenska bandet kent
- Martin Stenmarck – sångare
- Martin Stugart – journalist
- Martin Svensson (artist) – artist
- Martin Svensson i Kompersmåla – riksdagsman
- Martin Svensson (kampsportare) – professionell kampsportare
- Martin Svensson (komiker) – ståuppkomiker
- Martin Tegen – musikforskare, universitetslärare, översättare
- Martin Timell – programledare
- Martin Wahlbäck – jurist och ämbetsman, landshövding i Gotlands län
- Martin Van Buren – amerikansk president

### Fiktiva personer
- Martin Beck, poliskommissarie känd från Sjöwall Wahlöö-romanerna.
- Martin Birck, huvudperson i Hjalmar Söderbergs roman Martin Bircks ungdom från 1901.[7]
- Martin Skoog, författaren Björn-Erik Höijers alter ego i den självbiografiska romanen Martin går i gräset från 1950.[8]
- Martin Tomasson, författaren Harry Martinsons alter ego som ung i romanerna Nässlorna blomma (1935) och Vägen ut (1936).[9]

## Personer med efternamnet Martin

### A
- Agnes Martin (1912–2004), amerikansk konstnär, minimalist
- Alexander Martin (1740–1807), amerikansk politiker. guvernör och senator från North Carolina
- Alexandre Martin (1815–1895), fransk socialist och politiker
- Alf Martin (1897–1985), svensk journalist
- Andrea Martin (1972–2021), amerikansk sångerska och låtskrivare
- Anna Maxwell Martin (född 1977), brittisk skådespelare
- Anton Martin (1838–1905), svensk borgmästare och politiker
- Anton Rolandsson Martin (1729–1785), svensk botaniker, Linnélärjunge
- Archer Martin (1910–2002), brittisk kemist, nobelpristagare
- August Eduard Martin (1847–1933), tysk läkare

### B
- Barney Martin (1923–2005), amerikansk skådespelare
- Béatrice Martin (född 1989), kanadensisk singer-songwriter
- Bengt Martin (1933–2010), svensk författare och skådespelare
- Benno Martin (1893–1975), tysk jurist och SS-general
- Bernhard Martin (1840–1919), svensk jägmästare och politiker
- Billy Martin (född 1981), amerikansk gitarrist i punkband
- Billy Martin (jazzmusiker), amerikansk jazztrumslagare
- Bob Martin (1848–1917), skotsk golfspelare
- Bob Martin (sångare) (1922–1998), österrikisk sångare

### C
- Camilla Martin (född 1974), dansk badmintonspelare
- Carl Martin  (1843–1925), svensk teolog och präst
- Carmen Martín  (född 1988), spansk handbollsspelare
- Charles Martin (1863–1946), amerikansk politiker, demokrat, guvernör för Oregon
- Charles Martin (boxare) (född 1986)), amerikansk tungviktsboxare
- Charles-Marie-Félix Martin  (1855–1916), fransk bildhuggare
- Chris Martin  (född 1977), brittisk låtskrivare, sångare och musiker
- Christoph Martin (1772–1857), tysk rättslärd
- Civilla Durfee Martin (1866–1948), amerikansk baptist och psalmförfattare
- Clarence D. Martin   (1886–1955),  amerikansk politiker, demokrat, guvernör för Washington

### D
- Damir Martin (född 1988), kroatisk roddare
- Dan Martin (född 1986), irländsk tävlingscyklist
- Daniel Martin, flera personer
  - Daniel Martin (politiker) (1780–1831), amerikansk politiker, nationalrepublikan, guvernör i Maryland
  - Daniel Martin (skådespelare)
- David Martin (född 1986), engelsk fotbollsmålvakt
- David Martín (född 1977), spansk vattenpolospelare
- Dean Martin (1917–1995), amerikansk sångare, skådespelare, komiker och filmproducent
- Demetri Martin (född 1973), amerikansk komiker, skådespelare och manusförfattare
- Dewey Martin (1940–2009), kanadensisk trumslagare
- Diarmuid Martin (född 1945), irländsk romersk-katolsk ärkebiskop
- Dick Martin (1922–2008)), amerikansk komiker, regissör och programledare
- Don Martin (1931–2000), amerikansk serietecknare. Mest känd från serietidningen MAD

### E
- Edna Martin (1908–2003), svensk textilkonstnär
- Édouard Martin (1828–1866), fransk teaterförfattare
- Eduard Arnold Martin (1809–1875), tysk läkare
- Edward Martin (1879–1967), amerikansk politiker, republikan, guvernör i Pennsylvania
- Elias Martin (1739–1818), svensk målare
- Elias Fredrik Martin (1804–1854), svensk konstnär, grafiker och målare
- Eliseo Martin (född 1973), spansk hinderlöpare
- Eric Martin (född 1960), amerikansk rocksångare och musiker
- Erik Martin (1856–1921), svensk advokat och politiker, liberal
- Ernst Martin (1841–1910), tysk språkforskare
- Eugène Martin (1915–2006), fransk racerförare
- Eugene J. Martin (1938–2005), amerikansk målare

### F
- Fahle Martin (1843–1888), svensk översättare, författare och konstnär
- Finn Martin (1961–2011), svensk saxofonist
- Floyd Martin (1929–2023), kanadensisk ishockeyspelare
- Frank Martin (1890–1974), schweizisk tonsättare
- Frank Martin (militär) (1885–1962), svensk militär, ryttare och journalist
- Fredrik Martin (1868–1933), svensk samlare av orientalisk konst
- Fredrik Erik Martin (1775–1854), svensk konstnär och möbelsnickare

### G
- Gael Martin (född 1956), australisk  kulstötare
- George Martin (1926–2016), brittisk skivproducent
- George B. Martin (1876–1945), amerikansk politiker, demokrat, senator för Kentucky
- George R.R. Martin (född 1948), amerikansk producent, manusförfattare och författare
- Gianfranco Martin  (född 1970), italiensk utförsåkare
- Giles Martin (född 1969), brittisk skivproducent, låtskrivare och musiker

### H
- Hans Martin (född 1950), finlandssvensk sångare
- Hans Martin (författare) (1886–1954), nederländsk författare
- Hansjörg Martin (1920–1999), tysk författare
- Henri Martin (1793–1882), fransk djurtämjare och cirkusartist
- Hugo Martin  (1849–1899), svensk jurist och ämbetsman

### I
- Illa Martin (1900–1988), tysk ndendrolog, naturvårdare och tandläkare

### J

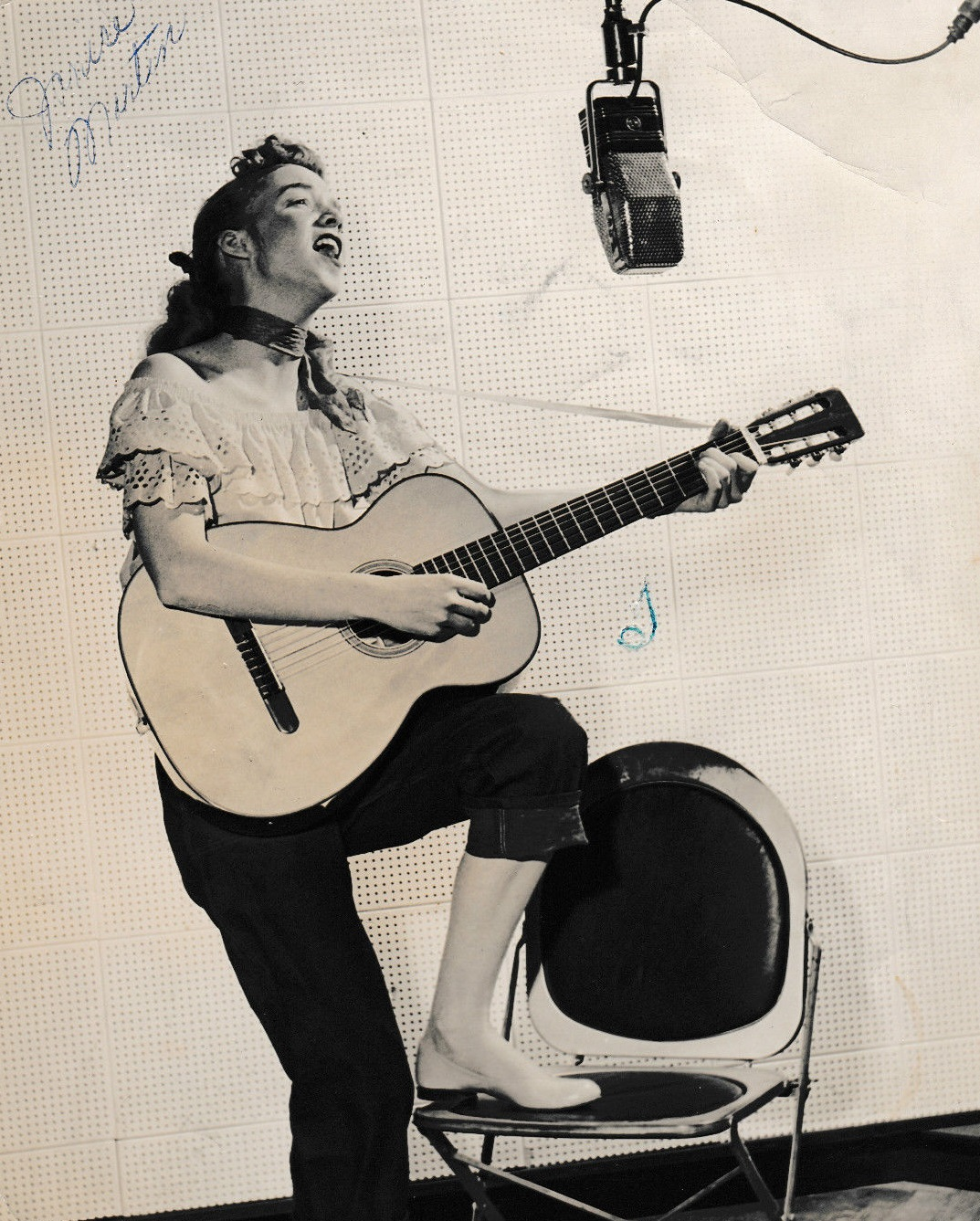
Musikern Janis Martin.

- Jacques Martin (1921–2010), fransk serietecknare och manusförfattare
- Jacques Martin (ishockeytränare) (född 1952), kanadensisk ishockeytränare
- James Martin (1885–1956), amerikansk uppfinnare och flygpionjär
- James Martin (författare) (född 1960), amerikansk jesuitpräst, författare och journalist
- James G. Martin (född 1935), amerikansk politiker, republikan, guvernör i North Carolina
- Janis Martin (1940–2007), amerikansk rockabilly- och countrymusiker
- Jean Martin (1922–2009), fransk skådespelare
- Jean-Baptiste Martin (1659–1735), fransk målare
- Jean-Hubert Martin (född 1944), fransk konsthistoriker och utställningskurator
- Johan Fredrik Martin (1755–1816), svensk konstnär, grafiker och tecknare
- John Martin, flera personer
  - John Martin (Georgia) (död 1786), amerikansk politiker och militär, guvernör i Georgia
  - John Martin (Kansas) (1849–1889), amerikansk politiker, republikan, guvernör i Kansas
  - John Martin (senator) (1833–1913), amerikansk politiker, demokrat, senator för Kansas
  - John Martin (sångare) (född 1980), svensk singer/sonwriter
  - John W. Martin (1884–1059). amerikansk politiker, demokrat, guvernör i Florida
- Jorge Martín (född 1998), spansk roadracingförare
- Joseph William Martin (1884–1958), amerikansk politiker, republikan, talman i representhuset
- Joshua L. Martin (1799–1956), amerikansk politiker, guvernör i Alabama
- Judit Martín (född 1976), spansk (ktalansk) clown och skådespelare

### K
- Kai Martin (född 1956), svensk musiker och journalist
- Karl Martin  (1851–1943), tysk-nederländsk paleonolog
- Kellie Martin (född 1975), amerikansk skådesoelare och röstskådespelare
- Kevin Martin (född 1966), kanadensisk curlingspelare
- Kiel Martin (1944–1990), amerikansk skådespelare
- Kim Martin (född 1986), svensk ishockeymålvakt
- Kingsley Martin (1897–1969), engelsk redaktör och skriftställare
- Knut Martin (1899–1959), svensk skådespelare och rergissör
- Konrad Martin (1812–1879), tysk romersk-katolsk biskop

### L
- LaVonna Martin (född 1966), amerikansk häcklöpare
- Lee Martin (född 1987), engelsk fotbollsspelare
- Leopold Martin
- Lee Roy Martin (1938–1982), ameikansk serimördare
- Lesra Martin (född 1963), kanadensk rättshjälpare
- Linda Martin (född 1953), nordirländsk sångerska
- Lisi Martin (född 1944), spansk illustratör
- Louis Martin (1823–1894)), franskt helgon
- Louis Martin (tyngdlyftare) (1936–2015), brittisk tyngdlyftare
- Louis Aimé Martin
- Luis Martin
- Luis Miguel Martín (född 1972), spansk hinderlöpare
- Luther Martin (1748–1826), amerikansk politiker, undertecknade grundlagen

### M
- Madeleine Martin (född 1991), svensk skådespelare
- Malachi Martin (1921–1999), irländskamerikansk jesuitpräst, teolog och författare
- Maria Clementine Martin (1775–1843), tysk nunna, uppfinnare och affärsidkare
- Mark Martin (född 1959), amerikansk racerförare
- Marion Martin (1908–1985), amerikansk skådespelare
- Marvin Martin (född 1988), fransk fotbollsspelare
- Mary Martin (1914–1990), amerikansk skådespelare och sångerska
- Matt Martin (född 1989), kanadensisk ishockeyspelare
- Max Martin (född 1971), svensk musikproducent och låtskrivare
- Meaghan Jette Martin (född 1992), amerikansk skådespelare och sångerska
- Michael Martin, baron Martin av Springburn (född 1945), brittisk politiker, labour
- Micheál Martin (född 1960), irländsk politiker
- Moon Martin (född 1950), amerikansk musiker

### N
- Nick Martin (född 1962), amerikansk musiker
- Nicolas Martin

### O
- Otto Martin (1827–1895), svensk läkare och politiker

### P
- Pamela Sue Martin (född 1953), amerikansk skådespelare
- Patrick Martin (1923–1987), amerikansk bobåkare
- Paul Martin, flera personer
  - Paul Martin (bobsleigh) (aktiv 1928), tysk bobåkare
  - Paul Martin (friidrottare) (1901–1987), schweizisk löpare
  - Paul Martin (ishockeyspelare) (född 1091). amerikansk ishockeyspelare
  - Paul Martin (politiker) (född 1938), kanadensisk  premiärminister, liberal
- Pekka Martin (1923–2004), finländsk politiker och idrottsledare, socialdemokrat
- Pierre Martin, svensk radiojournalist
- Pierre-Denis Martin (död 1742). fransk målare
- Pierre-Émile Martin (1824–1915), fransk ingenjör, uppfinnare av martinmetoden för ståltillverkning
- Pit Martin (1943–2008), kanadensisk ishockeyspelare

### R
- Rhona Martin (född 1966), brittisk curlingspelare
- Rick Martin (1951–2011), kanadensisk ishockeyspelare
- Ricky Martin (född 1971), puertoricansk musiker
- Robert Martin
- Rodney Martin (född 1982), amerikansk kortdistanslöpare
- Roger Martin du Gard (1881–1958), fransk författare, Nobelpristagare 1937
- Roland Martin, flera personer
  - Roland Martin (politiker) (1838–1925), svensk advokat och riksdagsman
  - Roland Martin (medicinare) (1726–1788), svensk läkare och professor
- Roxbert Martin (född 1969), jamaicansk kortdistanslöpare
- Russell Martin (född 1986), skotsk fotbollsspelare

### S

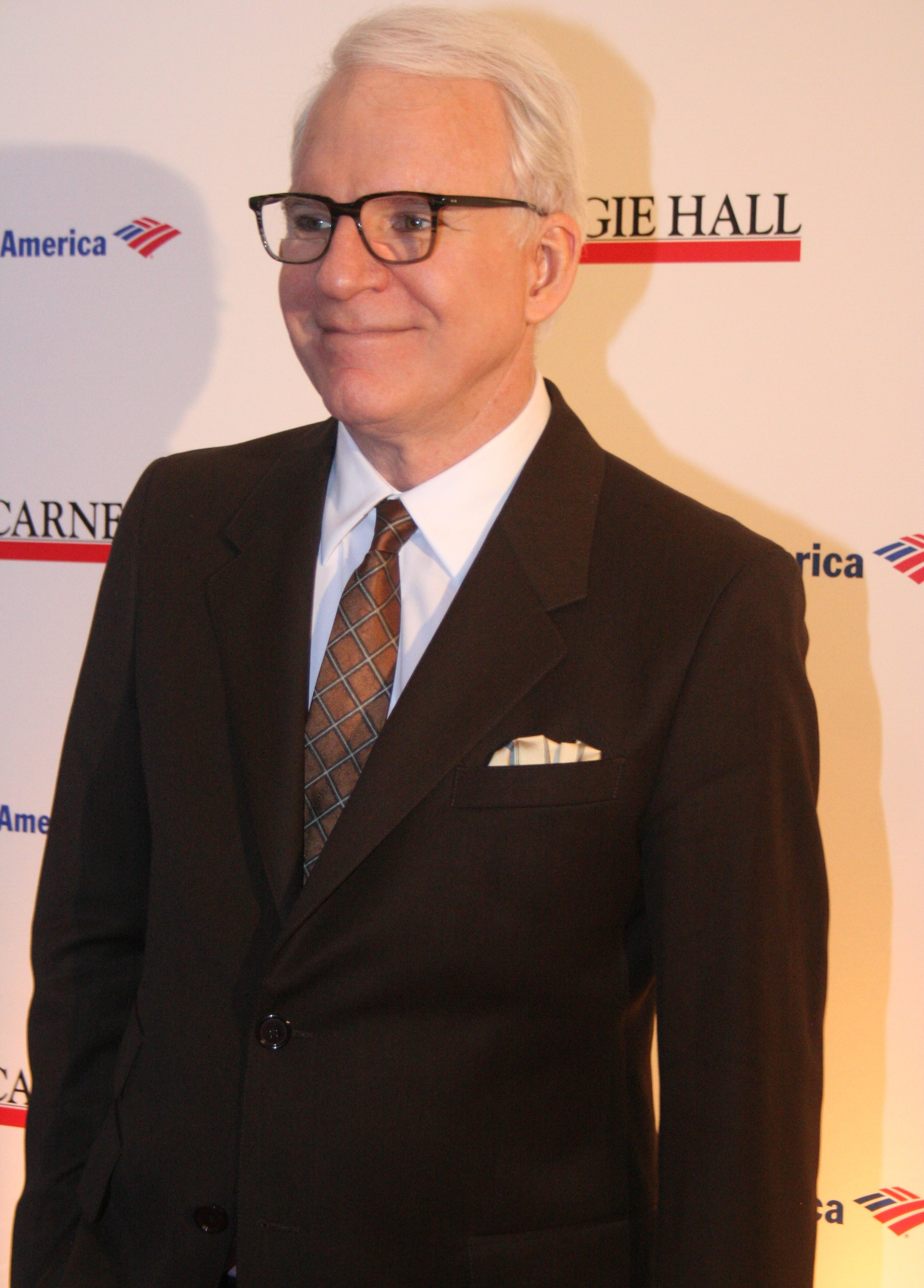
Komikern Steve Martin.

- Sam Martin (född 1983), amerikansk musiker
- Sanna Martin, flera personer
  - Sanna Martin (radioprogramledare) (född 1958), svensk radioprogramledare
  - Sanna Martin (skådespelare) (född 1975), svensk skådespelare och sångare
- Seth Martin (1886–1925), svensk konstnär, militär
- Spencer Martin (född 1995), kanadensisk ishockeymålvakt
- Stephen Martin (född 1959), brittisk landhockeyspelare
- Steve Martin (född 1945), amerikansk skådespelare, komiker, författare
- Strother Martin (1919–1980), amerikansk skådespelare
- Svante Martin (1948), finländsk skådespelare

### T
- Théodore Martin (1814–1870), fransk balettdansare, balettmästare för svenska Kungliga Baletten
- Theodore Martin (1816–1909), brittisk skriftställare, översättare, poet
- Thomas E. Martin (1893–1971), amerikansk politiker, republikan
- Thomas S. Martin (1847–1919), amerikansk politiker, demokrat
- Todd Martin (född 1970), amerikansk tennisspelare
- Tony Martin, flera personer
  - Tony Martin (cyklist) (född 1985), tysk landsvägscyklist
  - Tony Martin (kampsportare) (född 1989), amerikansk MMA-utövare
  - Tony Martin (musiker) (född 1957), brittisk sångare
  - Tony Martin (sångare och skådespelare) (1913–2012), amerikansk skådespelare, sångare
- Trayvon Martin (1995-2012), amerikanskt dödsoffer för uppmärksammad skjutning
- Tyr Martin (1915–1990), svensk teaterdekoratör, konstnär

### V
- Valerie Martin (född 1948), amerikansk författare

### W
- Walter Stillman Martin (1842–1935), tonsättare
- Whitmell P. Martin (1867–1929), amerikansk politiker, Progressiva partiet, Demokraterna
- William McChesney Martin (1906–1998), amerikansk finansman, centralbankschef

### Z
- Zélie Martin (1831–1977), franskt helgon